# دهستان ژریژه
دهستان ژریژه نام دهستانی در بخش مرکزی شهرستان سروآباد، استان کردستان در ایران است. براساس سرشماری مرکز آمار ایران در سال ۱۳۸۵، جمعیت آن ۵۳۸۰ نفر (۱۲۷۵ خانوار) بوده‌است.